# فرانسیس (یوتا)
فرانسیس (به انگلیسی: Francis) شهری در ایالت یوتا کشور ایالات متحده آمریکا است که جمعیت آن در سرشماری سال ۲۰۱۰ میلادی، ۱٬۰۷۷ نفر بوده‌است.